# Jean-Baptiste Coyos
Jean-Baptiste Coyos Etxebarne ou Battittu Coyos, né en 1952 à Mauléon-Licharre, est un sociolinguiste, écrivain, enseignant et académicien basque français de langue basque et française.

## Biographie
Titulaire d'un doctorat en Linguistique générale en 1998, il présente sa thèse intitulée Description du parler basque souletin des Arbailles - Étude de l'ergativité à l'université de la Sorbonne René Descartes Paris V (PRES). Il enseigne à l'université depuis 1996, et sera chargé de cours en études basques à la faculté de Bayonne.
Jean-Baptiste Coyos publie de nombreux livres, parmi lesquels Politique linguistique Langue basque et langue occitane du Béarn et de Gascogne, Xiberotarra zuberera: le dialecte basque souletin, ainsi que des articles ayant trait à la sociolinguistique, la linguistique dont la linguistique synchronique dynamique au Pays basque, mais aussi des recherches principalement centrées sur le dialecte souletin, la politique linguistique, les Langues et cultures régionales de France ou les langues menacées. Il est auteur de nombreuses publications parmi lesquelles on trouve, L'enseignement du basque aux adultes natifs et non natifs en Pays Basque Nord et Le basque pour les nuls ou Écart entre connaissance et usage d'une langue minoritaire. Dans cette publication, il fait l'analyse que « l'usage d'une langue minoritaire, dans les conditions actuelles de vie moderne, dépend certes de son enseignement, mais de bien d'autres conditions que les politiques linguistiques ne peuvent ignorer. L'augmentation du nombre de locuteurs potentiels ne suffit pas à garantir l'usage de cette langue, même si l'objectif est d'arriver à un usage équilibré de la langue dominante et de la langue dominée. ».
Il est membre de l'équipe de recherche au Centre de recherche sur la langue et les textes basques ou IKER UMR5478 pour les études linguistiques et Artxiker.

## Académie de la langue basque
Jean-Baptiste Coyos devient membre correspondant d'Euskaltzaindia ou Académie de la langue basque en 2006 et s'occupe de la commission de promotion de l'Académie. Il devient académicien titulaire d'Euskaltzaindia le 26 novembre 2010 lors d'une séance plénière à Bilbao. Le nouvel élu occupe le siège de Jean-Louis Davant qui vient d'être nommé académicien émérite en franchissant le cap des 75 ans. Élu à la majorité absolue, comme le prévoit le règlement d'Euskaltzaindia, sa candidature est proposée par les académiciens Jean Haritschelhar, Jean-Louis Davant, Txomin Peillen et Andres Urrutia, président de l'Académie. En 2012, il est nommé directeur du département
de défense et de promotion de la langue basque au sein de cette dernière.